# Robert Bédard
Robert Bédard conocido por el nombre artístico de René Goulet y Sgt. Jacques Goulet, (Quebec (ciudad), 12 de julio de 1932 - Carolina del Norte, 25 de mayo de 2019) fue un luchador profesional canadiense.

## Biografía
Hijo de Ulrich Bédard y Stella Arcand. Gran aficionado al deporte, inició su carrera profesional en la lucha en 1957. Emigró a los Estados Unidos en 1964. Robert Bédar falleció a los ochenta y seis años en el Hospital Novant Health en  Matthews, Carolina del Norte.

## En lucha
- Movimientos finales
  - Cloverleaf leg laced Boston crab

## Campeonatos y logros
- Championship Wrestling from Florida

- NWA Southern Heavyweight Championship (Florida version) (1 vez)

- Georgia Championship Wrestling

- NWA Georgia Tag Team Championship (1 vez) - con Ole Anderson

- New Japan Pro Wrestling

- NJPW MSG Tag League (1981) - con André the Giant

- Pacific Northwest Wrestling

- NWA Pacific Northwest Tag Team Championship (2 veces) - con Pepper Martin y Shag Thomas

- World Wrestling Association

- WWA World Tag Team Championship (2 veces) - con Don Fargo y Zarinoff Lebeouf

- World Wide Wrestling Federation

- WWWF World Tag Team Champion (1 vez) - con Karl Gotch